# 劉月釵
劉月釵，目前居住於台灣帝寶的一名婦人，媒體常稱為劉媽媽，是炒樓投資客，於2012年1月17日進行房屋過戶，再加曾經於2011年以新臺幣2.71億元標到帝寶法拍戶，總計共持有帝寶3戶，市價可能高達至少新臺幣8.5億元。